# BAFTA alla migliore sceneggiatura non originale
Il BAFTA alla migliore sceneggiatura non originale è un premio annuale, promosso dal BAFTA a partire dal 1984, sezione del precedente BAFTA alla migliore sceneggiatura, nato nel 1969, che venne suddiviso a partire da quell'anno in:
- Sceneggiatura originale
- Sceneggiatura non originale

## Albo d'oro

### Anni 1980
- 1984
  - Ruth Prawer Jhabvala - Calore e polvere (Heat and Dust), basato sull'omonimo romanzo della stessa Jhabvala
  - Larry Gelbart, Murray Schisgal – Tootsie
  - Harold Pinter – Tradimenti (Betrayal), basato sul dramma Betrayal di Harold Pinter
  - Willy Russell – Rita, Rita, Rita (Educating Rita), basato sulla commedia Educating Rita di Willy Russell
- 1985
  - Bruce Robinson - Urla del silenzio (The Killing Fields), basato sulle interviste ed i racconti di tre giornalisti, Dith Pran, Sydney Schanberg e Jon Swain, presenti in Cambogia durante il controllo dei Khmer rossi
  - Julian Mitchell – Another Country - La scelta (Another Country), basato sul dramma Another Country di Julian Mitchell
  - Ronald Harwood – Il servo di scena (The Dresser), basato sul dramma Servo di scena (The Dresser) di Ronald Harwood
  - Sam Shepard – Paris, Texas, basato su Paris, Texas di L. M. Kit Carson
- 1986
  - Richard Condon e Janet Roach - L'onore dei Prizzi (Prizzi's Honor), basato su una novella dall'omonimo titolo dello stesso Condon
  - Julian Bond – Battuta di caccia (The Shooting Party), basato sul romanzo The Shooting Party di Isabel Colegate
  - David Lean – Passaggio in India (A Passage to India), basato sull'omonimo romanzo di Edward Morgan Forster
  - Peter Shaffer – Amadeus, basato sull'omonima opera teatrale di Peter Shaffer
- 1987
  - Kurt Luedtke - La mia Africa (Out of Africa), basato sul romanzo autobiografico omonimo di Karen Blixen
  - Hesper Anderson e Mark Medoff – Figli di un dio minore (Children of a Lesser God), basato sull'omonima opera teatrale di Mark Medoff
  - Ruth Prawer Jhabvala – Camera con vista (A Room with a View), basato sull'omonimo romanzo di E. M. Forster
  - Akira Kurosawa, Hideo Oguni e Masato Ide – Ran, basato sulle leggende del Daimyō Mōri Motonari e sulla tragedia Re Lear di William Shakespeare
  - Menny Meyjes – Il colore viola (The Color Purple), basato sull'omonimo romanzo di Alice Walker
- 1988
  - Claude Berri e Gérard Brach - Jean de Florette, basato su una novella di Marcel Pagnol
  - Alan Bennett – Prick Up - L'importanza di essere Joe (Prick Up Your Ears), basato sulla biografia Prick Up Your Ears di John Lahr
  - Christine Edzard – Little Dorrit, basato sul romanzo La piccola Dorrit di Charles Dickens
  - Hugh Whitemore – 84 Charing Cross Road, basato sull'omonimo dramma di James Roose-Evans
- 1989
  - Jean-Claude Carrière e Philip Kaufman - L'insostenibile leggerezza dell'essere (The Unbearable Lightness of Being), basato sull'omonimo romanzo di Milan Kundera
  - Gabriel Axel – Il pranzo di Babette (Babettes gæstebud), basato sull'omonimo racconto di Karen Blixen
  - Jeffrey Price e Peter Seaman – Chi ha incastrato Roger Rabbit (Who Framed Roger Rabbit), basato sul romanzo Who Censored Roger Rabbit? di Gary K. Wolf
  - Tom Stoppard – L'impero del sole (Empire of the Sun), basato sull'omonimo romanzo di J.G. Ballard

### Anni 1990
- 1990
  - Christopher Hampton - Le relazioni pericolose (Dangerous Liaisons), basato sull'omonimo romanzo di Choderlos de Laclos
  - Shane Connaughton, Jim Sheridan – Il mio piede sinistro (My Left Foot: The Story of Christy Brown), basato sull'autobiografia My Left Foot di Christy Brown
  - Frank Galati, Lawrence Kasdan – Turista per caso (The Accidental Tourist), basato sul romanzo The Accidental Tourist di Anne Tyler
  - Willy Russell – Shirley Valentine - La mia seconda vita (Shirley Valentine), basato sull'opera teatrale Shirley Valentine di Willy Russell
- 1991
  - Nicholas Pileggi e Martin Scorsese - Quei bravi ragazzi (Goodfellas), basato sul romanzo di Pileggi, incentrato sulla vita del pentito di mafia Henry Hill
  - Carrie Fisher – Cartoline dall'inferno (Postcards from the Edge), basato sul romanzo Postcards from the Edge di Carrie Fisher
  - Michael Leeson – La guerra dei Roses (The War of the Roses), basato sul romanzo The War of the Roses di Warren Adler
  - Oliver Stone e Ron Kovic – Nato il quattro luglio (Born on the Fourth of July), basato sull'omonima autobiografia di Ron Kovic
  - Alfred Uhry – A spasso con Daisy (Driving Miss Daisy), basato sull'omonima opera teatrale di Alfred Uhry
- 1992
  - Dick Clement, Ian La Frenais e Roddy Doyle - The Commitments, basato sull'omonimo romanzo di Roddy Doyle
  - Michael Blake – Balla coi lupi (Dances with Wolves), basato sul romanzo Dances with Wolves di Michael Blake
  - Jean-Paul Rappeneau, Jean-Claude Carrière – Cyrano de Bergerac, basato sull'omonima commedia teatrale di Edmond Rostand
  - Ted Tally – Il silenzio degli innocenti (The Silence of the Lambs), basato sull'omonimo romanzo di Thomas Harris
- 1993
  - Michael Tolkin - I protagonisti (The Player), basato sulla novella omonima di Tolkin
  - Baz Luhrmann – Ballroom - Gara di ballo (Strictly Ballroom), dall'opera teatrale Strictly Ballroom di Baz Luhrmann
  - Ruth Prawer Jhabvala – Casa Howard (Howards End), basato sull'omonimo romanzo di E. M. Forster
  - Oliver Stone – JFK - Un caso ancora aperto (JFK), basato sui libri On the Trail of the Assassins di Jim Garrison e Crossfire: The Plot That Killed Kennedy di Jim Marrs
- 1994
  - Steven Zaillian - Schindler's List, basato sul romanzo storico La lista di Schindler di Thomas Keneally
  - Terry George e Jim Sheridan – Nel nome del padre (In the Name of the Father), basato sul romanzo autobiografico Proved Innocent di Gerry Conlon
  - Ruth Prawer Jhabvala – Quel che resta del giorno (The Remains of the Day), basato sull'omonimo romanzo di Kazuo Ishiguro
  - Bo Goldman – Scent of a Woman - Profumo di donna (Scent of a Woman), basato sul romanzo il buio e il miele di Giovanni Arpino
  - William Nicholson – Viaggio in Inghilterra (Shadowlands), basato sull'opera teatrale Shadowlands di William Nicholson
- 1995
  - Paul Attanasio - Quiz Show, basato sulla storia vera narrata da Richard N. Goodwin nel romanzo Remembering America
  - Ronald Harwood - I ricordi di Abbey (The Browning Version), basato sul dramma La versione Browning di Terence Rattigan
  - Eric Roth - Forrest Gump, basato sull'omonimo romanzo di Winston Groom
  - Ronald Bass e Amy Tan - Il circolo della fortuna e della felicità (The Joy Luck Club), basato sull'omonimo romanzo di Amy Tan
  - Krzysztof Kieślowski e Krzysztof Piesiewicz - Tre colori - Film Rosso (Trois couleurs : Rouge)
- 1996
  - John Hodge - Trainspotting, basato sul romanzo omonimo di Irvine Welsh
  - George Miller e Chris Noonan - Babe - Maialino coraggioso (Babe), basato sull'omonimo libro di Dick King-Smith
  - Mike Figgis - Via da Las Vegas (Leaving Las Vegas), basato sull'omonimo romanzo di John O'Brien
  - Alan Bennett - La pazzia di Re Giorgio (The Madness of King George), basato sull'omonimo spettacolo teatrale di Alan Bennett
  - Furio e Giacomo Scarpelli - Il postino, basato sul romanzo Il postino di Neruda di Antonio Skármeta
  - Emma Thompson - Ragione e sentimento (Sense and Sensibility), basato sull'omonimo romanzo di Jane Austen
- 1997
  - Anthony Minghella - Il paziente inglese (The English Patient), basato sul romanzo omonimo di Michael Ondaatje
  - Ian McKellen, Richard Loncraine – Riccardo III (Richard III), basato sull'omonima opera teatrale di William Shakespeare
  - Arthur Miller – La seduzione del male (The Crucible), basato sul dramma Il crogiuolo di Arthur Miller
  - Alan Parker, Oliver Stone – Evita, basato sull'omonimo musical di Tim Rice e Andrew Lloyd Webber
- 1998
  - Craig Pearce e Baz Luhrmann - Romeo + Giulietta di William Shakespeare (Romeo + Juliet), libero adattamento del dramma shakesperiano
  - Hossein Amini – Le ali dell'amore (The Wings of the Dove), basato sul romanzo Le ali della colomba di Henry James
  - Brian Helgeland, Curtis Hanson – L.A. Confidential, basato sull'omonimo romanzo di James Ellroy
  - James Schamus – Tempesta di ghiaccio (The Ice Storm), basato sull'omonimo romanzo di Rick Moody
- 1999
  - Elaine May - I colori della vittoria (Primary Colors), basato sulla novella di Joe Klein
  - Frank Cottrell Boyce – Hilary and Jackie, basato sul libro di memorie A Genius in the Family di Piers e Hilary du Pré
  - Hilary Henkin, David Mamet – Sesso & potere (Wag the Dog), basato sul romanzo American Hero di Larry Beinhart
  - Mark Herman – Little Voice - È nata una stella (Little Voice), basato sull'opera teatrale The Rise and Fall of Little Voice di Jim Cartwright

### Anni 2000
- 2000
  - Neil Jordan - Fine di una storia, basato sull'omonimo romanzo di Graham Greene
  - Ayub Khan-Din – East is East, basato sull'omonima opera teatrale di Ayub Khan-Din
  - Oliver Parker – Un marito ideale (An Ideal Husband), basato sull'omonima commedia di Oscar Wilde
  - Anthony Minghella – Il talento di Mr. Ripley (The Talented Mr. Ripley), basato sull'omonimo romanzo di Patricia Highsmith
- 2001
  - Stephen Gaghan - Traffic, adattamento della serie televisiva britannica Traffik
  - John Cusack, D.V. DeVincentis, Steve Pink, Scott Rosenberg – Alta fedeltà (High Fidelty), basato sull'omonimo romanzo di Nick Hornby
  - Steve Kloves – Wonder Boys, basato sull'omonimo romanzo di Michael Chabon
  - Robert Nelson Jacobs – Chocolat, basato sull'omonimo romanzo di Joanne Harris
  - James Schamus, Kuo Jung Tsai, Hui-Ling Wang – La tigre e il dragone (Wo hu cang long), basato sul romanzo Crouching Tiger, Hidden Dragon di Wang Du Lu
- 2002
  - Ted Elliott - Terry Rossio, Joe Stillman e Roger S.H. Schulman, Shrek, basato su una fiaba di William Steig
  - Richard Eyre e Charles Wood – Iris - Un amore vero (Iris), basato sui libri Iris: A Memoir e Elegy for Iris di John Bayley
  - Helen Fielding, Andrew Davies e Richard Curtis – Il diario di Bridget Jones (Bridget Jones's Diary), basato sull'omonimo romanzo di Helen Fielding
  - Akiva Goldsman – A Beautiful Mind, basato sulla biografia Il genio dei numeri di Sylvia Nasar
  - Philippa Boyens, Peter Jackson, e Fran Walsh - Il Signore degli Anelli - La Compagnia dell'Anello (Lord of the Rings: The Fellowship of the Ring), basato sul romanzo La Compagnia dell'Anello di J. R. R. Tolkien
- 2003
  - Charlie Kaufman e Donald Kaufman - Il ladro di orchidee, basato sul romanzo omonimo di Susan Orlean
  - Peter Hedges, Chris Weitz, Paul Weitz – About a Boy - Un ragazzo (About a Boy), basato sul romanzo Un ragazzo di Nick Hornby
  - David Hare – The Hours, basato sul romanzo Le ore di Michael Cunningham
  - Ronald Harwood – Il pianista (The Pianist), basato sull'omonima autobiografia di Władysław Szpilman
  - Jeff Nathanson – Prova a prendermi (Catch Me If You Can), basato sul romanzo autobiografico Catch Me if You Can di Frank Abagnale Jr.
- 2004
  - Fran Walsh, Philippa Boyens e Peter Jackson - Il ritorno del re (The Lord of the Rings: The Return of the King), basato sul terzo libro della saga de Il Signore degli Anelli di J. R. R. Tolkien
  - John August – Big Fish - Le storie di una vita incredibile (Big Fish), basato sull'omonimo romanzo di Daniel Wallace
  - Brian Helgeland – Mystic River, basato sul romanzo La morte non dimentica di Dennis Lehane
  - Olivia Hetreed – La ragazza con l'orecchino di perla (Girl with a Pearl Earring), basato sull'omonimo romanzo di Tracy Chevalier
  - Anthony Minghella – Ritorno a Cold Mountain (Cold Mountain), basato sull'omonimo romanzo di Charles Frazier
- 2005
  - Alexander Payne e Jim Taylor - Sideways - In viaggio con Jack (Sideways), basato sull'omonimo romanzo di Rex Pickett
  - Christophe Barratier e Philippe Lopes-Curval – Les choristes - I ragazzi del coro (Les choristes), basato sul film La gabbia degli usignoli di Jean Dréville
  - Patrick Marber – Closer, basato sull'omonimo dramma di Patrick Marber
  - José Rivera – I diari della motocicletta (Diarios de motocicleta), basato sul diario Latinoamericana di Ernesto Guevara
  - David Magee – Neverland - Un sogno per la vita (Neverland), basato sull'opera teatrale The Man Who Was Peter Pan di Allan Knee
- 2006
  - Larry McMurtry e Diana Ossana - I segreti di Brokeback Mountain (Brokeback Mountain), basato sul romanzo Gente del Wyoming di Edna Annie Proulx
  - Dan Futterman – Truman Capote - A sangue freddo (Capote), basato sulla biografia Capote di Gerald Clarke
  - Jeffrey Caine – The Constant Gardener - La cospirazione (The Constant Gardener), basato sul romanzo Il giardiniere tenace di John le Carré
  - Josh Olson – A History of Violence, basato sull'omonimo romanzo a fumetti di John Wagner e Vince Locke
  - Deborah Moggach – Orgoglio e pregiudizio (Pride & Prejudice), basato sull'omonimo romanzo di Jane Austen
- 2007
  - Peter Morgan e Jeremy Brock - L'ultimo re di Scozia (Last King of Scotland), basato sul romanzo omonimo di Giles Foden
  - Paul Haggis, Neal Purvis e Robert Wade – Casino Royale, basato sull'omonimo romanzo di Ian Fleming
  - Patrick Marber – Diario di uno scandalo (Notes on a Scandal), basato sul romanzo La donna dello scandalo di Zoë Heller
  - Aline Brosh McKenna – Il diavolo veste Prada (The Devil Wears Prada), basato sull'omonimo romanzo di Lauren Weisberger
  - William Monahan – The Departed - Il bene e il male (The Departed), basato sul film Internal Affairs di Andrew Lau e Alan Mak
- 2008
  - Ronald Harwood - Lo scafandro e la farfalla (Le Scaphandre et le Papillon), basato sul libro omonimo di Jean-Dominique Bauby
  - Christopher Hampton – Espiazione (Atonement), tratto dall'omonimo romanzo di Ian McEwan
  - David Benioff – Il cacciatore di aquiloni (The Kite Runner), tratto dall'omonimo romanzo di Khaled Hosseini
  - Ethan e Joel Coen – Non è un paese per vecchi (No Country for Old Men), tratto dall'omonimo romanzo di Cormac McCarthy
  - Paul Thomas Anderson – Il petroliere (There Will Be Blood), tratto dal romanzo Petrolio! di Upton Sinclair
- 2009
  - Simon Beaufoy - The Millionaire (Slumdog Millionaire), tratto dal romanzo Le dodici domande di Vikas Swarup
  - David Hare – The Reader - A voce alta (The Reader), tratto dal romanzo A voce alta - The Reader di Bernhard Schlink
  - Justin Haythe – Revolutionary Road, tratto dall'omonimo romanzo di Richard Yates
  - Peter Morgan – Frost/Nixon - Il duello (Frost/Nixon), tratto dall'omonimo dramma teatrale di Peter Morgan
  - Eric Roth – Il curioso caso di Benjamin Button (The Curious Case of Benjamin Button), tratto dalla omonima novella di Francis Scott Fitzgerald

### Anni 2010
- 2010
  - Jason Reitman e Sheldon Turner - Tra le nuvole (Up in the Air), basato sull'omonimo romanzo di Walter Kirn
  - Jesse Armstrong, Simon Blackwell, Armando Iannucci, Tony Roche – In the Loop, tratto dalla serie televisiva The Thick of It di Armando Iannucci
  - Neill Blomkamp, Terri Tatchell – District 9, basato sul cortometraggio fantascientifico Alive in Joburg di Neill Blomkamp
  - Geoffrey Fletcher – Precious, tratto dal romanzo Push - La storia di Precious Jones di Sapphire
  - Nick Hornby – An Education, tratto dalle omonime memorie autobiografiche di Lynn Barber
- 2011
  - Aaron Sorkin - The Social Network, basato sul libro di Ben Mezrich Miliardari per caso - L'invenzione di Facebook: una storia di soldi, sesso, genio e tradimento
  - Michael Arndt – Toy Story 3 - La grande fuga (Toy Story 3), tratto dai personaggi del film Toy Story - Il mondo dei giocattoli creati da John Lasseter, Pete Docter, Andrew Stanton, Joe Ranft, Joss Whedon, Joel Cohen e Alec Sokolow e dai personaggi del film Toy Story 2 - Woody e Buzz alla riscossa creati da John Lasseter, Pete Docter, Ash Brannon, Andrew Stanton, Rita Hsiao, Doug Chamberlin e Chris Webb
  - Danny Boyle, Simon Beaufoy – 127 ore (127 Hours), basato sul libro Between a Rock and a Hard Place di Aron Ralston
  - Joel ed Ethan Coen – Il Grinta (True Grit), tratto dall'omonimo romanzo di Charles Portis
  - Rasmus Heisterberg, Nikolaj Arcel – Uomini che odiano le donne (Män som hatar kvinnor), tratto dall'omonimo romanzo di Stieg Larsson
- 2012
  - Bridget O'Connor e Peter Straughan -  La talpa (Tinker, Tailor, Soldier, Spy), basato sull'omonimo romanzo di John le Carré
  - Steven Zaillian e Aaron Sorkin – L'arte di vincere (Moneyball), basato sul libro Moneyball: The Art of Winning an Unfair Game di Michael Lewis
  - Tate Taylor – The Help, tratto dal romanzo L'aiuto di Kathryn Stockett
  - George Clooney, Grant Heslov e Beau Willimon – Le idi di marzo (The Ides of March), basato sul lavoro teatrale Farragut North di Beau Willimon
  - Alexander Payne, Nat Faxon e Jim Rash – Paradiso amaro (The Descendants), basato sul romanzo Eredi di un mondo sbagliato di Kaui Hart Hemmings
- 2013
  - David O. Russell -  Il lato positivo - Silver Linings Playbook (Silver Linings Playbook), basato sul romanzo L'orlo argenteo delle nuvole di Matthew Quick
  - Lucy Alibar, Benh Zeitlin – Re della terra selvaggia (Beasts of the Southern Wild), basato sull'opera teatrale Juicy and Delicious di Lucy Alibar
  - Tony Kushner – Lincoln, basato sul libro Team of Rivals: The Political Genius of Abraham Lincoln di Doris Kearns Goodwin
  - David Magee – Vita di Pi (Life of Pi), basato sull'omonimo romanzo di Yann Martel
  - Chris Terrio – Argo, basato sul libro di memorie Master of Disguise: My Secret Life in the CIA di Tony Mendez e sull'articolo The Great Escape: How the CIA Used a Fake Sci-Fi Flick to Rescue Americans from Tehran di Joshuah Bearman
- 2014
  - Steve Coogan e Jeff Pope -  Philomena, basato sul romanzo The Lost Child of Philomena Lee di Martin Sixsmith
  - John Ridley – 12 anni schiavo (12 Years a Slave), basato sull'omonimo libro di Solomon Northup
  - Richard LaGravenese – Dietro i candelabri (Behind the Candelabra), basato sul libro di memorie Behind the Candelabra: My Life with Liberace di Scott Thorson
  - Billy Ray – Captain Phillips - Attacco in mare aperto (Captain Phillips), basato sul saggio Il dovere di un capitano di Richard Phillips e Stephan Talty
  - Terence Winter – The Wolf of Wall Street, basato sull'omonimo libro di memorie di Jordan Belfort
- 2015
  - Anthony McCarten -  La teoria del tutto (The Theory of Everything), basato sulla biografia Verso l'infinito di Jane Wilde Hawking
  - Jason Hall – American Sniper, basato sull'omonima autobiografia di Chris Kyle
  - Gillian Flynn – L'amore bugiardo - Gone Girl (Gone Girl), basato sul romanzo L'amore bugiardo di Gillian Flynn
  - Graham Moore – The Imitation Game, basato sulla biografia Alan Turing. Una biografia di Andrew Hodges
  - Paul King – Paddington, basato sulla storia del personaggio dell'orso Paddington creato da Michael Bond
- 2016
  - Adam McKay e Charles Randolph -  La grande scommessa (The Big Short), basato sul saggio The Big Short: Inside the Doomsday Machine di Michael Lewis
  - Emma Donoghue - Room, basato sul romanzo Stanza, letto, armadio, specchio di Emma Donoghue
  - Nick Hornby - Brooklyn, basato sull'omonimo romanzo di Colm Tóibín
  - Phyllis Nagy - Carol, basato sull'omonimo romanzo di Patricia Highsmith
  - Aaron Sorkin - Steve Jobs, basato sull'omonima biografia di Walter Isaacson
- 2017
  - Luke Davies -  Lion - La strada verso casa (Lion), basato sul libro di memorie La lunga strada per tornare a casa di Saroo Brierley e Larry Buttrose
  - Tom Ford – Animali notturni (Nocturnal Animals), basato sul romanzo Margot Lee Shetterly di Austin Wright
  - Eric Heisserer – Arrival, basato sul racconto Storia della tua vita di Ted Chiang
  - Theodore Melfi e Allison Schroeder – Il diritto di contare (Hidden Figures), basato sul libro Hidden Figures: The Story of the African-American Women Who Helped Win the Space Race di Margot Lee Shetterly
  - Robert Schenkkan e Andrew Knight – La battaglia di Hacksaw Ridge (Hacksaw Ridge), basato sul documentario The Conscientious Objector di Terry Benedict

- 2018
  - James Ivory - Chiamami col tuo nome (Call Me by Your Name), basato sull'omonimo libro di André Aciman
  - Armando Iannucci, Ian Martin e David Schneider – Morto Stalin, se ne fa un altro (The Death of Stalin), basato sul romanzo a fumetti La morte di Stalin di Fabien Nury e Thierry Robin
  - Matt Greenhalgh – Le stelle non si spengono a Liverpool (Film Stars Don't Die in Liverpool), basato sull'omonimo libro di memorie di Peter Turner
  - Aaron Sorkin – Molly's Game, basato sulle memorie Molly's Game: From Hollywood's Elite to Wall Street's Billionaire Boys Club, My High-Stakes Adventure in the World of Underground Poker di Molly Bloom
  - Simon Farnaby e Paul King – Paddington 2, basato sulla storia dell'orso Paddington, personaggio della letteratura inglese per bambini creato da Michael Bond.

- 2019
  - Spike Lee, David Rabinowitz, Charlie Wachtel e Kevin Willmott – BlacKkKlansman, basato sul libro Black Klansman scritto dall'ex poliziotto Ron Stallworth.
  - Nicole Holofcener e Jeff Whitty – Copia originale (Can You Ever Forgive Me?), basato sul libro Can You Ever Forgive Me? di Lee Israel
  - Josh Singer – First Man - Il primo uomo (First Man), basato sulla biografia First Man: The Life of Neil A. Armstrong di James R. Hansen
  - Barry Jenkins – Se la strada potesse parlare (If Beale Street Could Talk), basato sul libro If Beale Street Could Talk di James Baldwin
  - Bradley Cooper, Will Fetters e Eric Roth – A Star Is Born, remake del film omonimo diretto da William A. Wellman

### Anni 2020
- 2020
  - Taika Waititi - Jojo Rabbit, basato sul romanzo Il cielo in gabbia di Christine Leunens
  - Anthony McCarten - I due papi (The Two Popes), basato sull'opera teatrale The Pope
  - Greta Gerwig - Piccole donne (Little Women), basato sull'omonimo romanzo di Louisa May Alcott
  - Todd Phillips e Scott Silver - Joker, basato sull'omonimo personaggio dei fumetti DC Comics
  - Steve Zaillian - The Irishman, basato sul saggio L'irlandese. Ho ucciso Jimmy Hoffa di Charles Brandt

- 2021
  - Christopher Hampton e Florian Zeller - The Father - Nulla è come sembra (The Father), basato sull'omonima pièce teatrale di Florian Zeller
  - Moira Buffini - La nave sepolta (The Dig), basato sull'omonimo romanzo di John Preston
  - Rory Haines, Sohrab Noshirvani e M. B. Traven – The Mauritanian, basato sulle memorie di Mohamedou Ould Slahi
  - Chloé Zhao - Nomadland, basato sul romanzo Nomadland. Un racconto d'inchiesta di Jessica Bruder
  - Ramin Bahrani - La tigre bianca (The White Tiger), basato sull'omonimo romanzo di Aravind Adiga

- 2022[1]
  - Sian Heder - I segni del cuore (CODA), basato sul film La famiglia Bélier, diretto da Éric Lartigau
  - Takamasa Ōe e Ryūsuke Hamaguchi - Drive My Car, basato sull'omonimo racconto di Haruki Murakami
  - Eric Roth, Denis Villeneuve e Jon Spaihts – Dune, basato sull'omonimo romanzo di Frank Herbert
  - Maggie Gyllenhaal - La figlia oscura (The Lost Daughter), basato sull'omonimo romanzo di Elena Ferrante
  - Jane Campion - Il potere del cane (The Power of the Dog), basato sull'omonimo romanzo di Thomas Savage
- 2023[2]
  - Edward Berger, Lesley Paterson ed Ian Stokell - Niente di nuovo sul fronte occidentale (Im Westen nichts Neues)
  - Kazuo Ishiguro - Living
  - Colm Bairéad - The Quiet Girl
  - Rebecca Lenkiewicz - Anche io (She Said)
  - Samuel D. Hunter - The Whale
- 2024[3]
  - Cord Jefferson - American Fiction
  - Andrew Haigh – Estranei (All of Us Strangers)
  - Christopher Nolan – Oppenheimer
  - Tony McNamara – Povere creature! (Poor Things)
  - Jonathan Glazer - La zona d'interesse (The Zone of Interest)
- 2025[4]
  - Peter Straughan - Conclave
  - James Mangold e Jay Cocks - A Complete Unknown
  - Jacques Audiard - Emilia Pérez
  - RaMell Ross e Joslyn Barnes - Nickel Boys
  - Clint Bentley, Greg Kwedar, John "Divine G" Whitfield e Clarence Maclin – Sing Sing